# Tipula soror
Tipula soror är en tvåvingeart. Tipula soror ingår i släktet Tipula och familjen storharkrankar.

## Underarter
Arten delas in i följande underarter:
- T. s. mashona
- T. s. soror